# Bulbophyllum deceptum
Bulbophyllum deceptum là một loài phong lan thuộc chi Bulbophyllum.